# Gaetano Castello
Gaetano Castello (ur. 8 maja 1957 w Neapolu) – włoski duchowny katolicki, biskup pomocniczy Neapolu od 2021.

## Życiorys

### Prezbiterat
Święcenia kapłańskie otrzymał 16 października 1982 i został inkardynowany do diecezji Teramo-Atri. Od 1985 pracował na wydziale teologicznym w Neapolu i w 1993 uzyskał inkardynację do tamtejszej archidiecezji. W latach 2007–2012 był też wikariuszem biskupim ds. ewangelizacji i katechezy.

### Episkopat
27 września 2021 papież Franciszek mianował go biskupem pomocniczym archidiecezji Neapolu, ze stolicą tytularną Novae. Sakry udzielił mu 31 października 2021 arcybiskup Domenico Battaglia.